# Barry County (Missouri)
Barry County is een county in de Amerikaanse staat Missouri.
De county heeft een landoppervlakte van 2.018 km² en telt 34.010 inwoners (volkstelling 2000). De hoofdplaats is Cassville.